# Cz75に関連する作品の一覧
Cz75に関連する作品の一覧（Cz75にかんれんするさくひんのいちらん）は、チェコ共和国（当時）製の自動拳銃Cz75に関連する作品の一覧である。

## 映画・TVドラマ
『イコライザー2』
冒頭で列車中で発泡する。

『007 カジノ・ロワイヤル』
大使館に潜入したボンドが銃撃戦に使用。
『JSA』
重要登場人物の北朝鮮人民軍兵士が使用。
『ジョン・ウィック:チャプター2』
複数の殺し屋がサプレッサー付きで使用。主人公、ジョン・ウィックが奪って使用する。
『ジョン・ウィック:パラベラム』
ザイールがCZ Cz75Bを使用。ヤシーンCZ75 SP-01 Shadowを使用。コンチネンタルホテル中の銃撃戦で従業員が使用する。
『ピースメーカー』
検問突破のシーンでアレクサンデル=コドロフが使用。

## 漫画・アニメ
『ブラッディエンジェルズ』
最終話にて2人組のスーパー強盗の1人が使用。作品が発表されたの[東西冷戦期である1987年で、出動してきた刑事も「なんでスーパー強盗がそんな銃を使っているのか?」と疑問を呈するが、その刑事の使っているのは44マグナムだった（他の回ではヤクザがデトニクスを使っていた）。
『GUNSLINGER GIRL』
リコがサプレッサーを装着した後期型を使用。
『MONSTER』
物語後半、主人公テンマが使用。
『ヴァンドレッド』
銃器マニアのバーネットが使用。
『ガガガガ』
主人公、ベニマルが使用。
『家庭教師ヒットマンREBORN!』
リボーンが前期型を使用。
『ガンスミスキャッツ』
主人公、ラリー・ビンセントが前期型を使用。
『新世紀エヴァンゲリオン』
劇場版において、碇ゲンドウが使用。
『真ゲッターロボ』
神隼人が使用。
『太陽の勇者ファイバード』
佐津田刑事が使用。
『パイナップルARMY』
第4巻Chapter1でジェド豪士が使用。
『ひぐらしのなく頃に解』
赤坂衛が愛用。
『百舌谷さん逆上する』
第8巻で、本郷がサプレッサーを装着して使用。
『ブラックラグーン』
タケナカが愛用。
『名探偵コナン 紺青の拳』
シンガポール警察がP-07を使用。
『ライディング・ビーン』
ヒロインのラリー・ビンセントが前期型を使用。

## ゲーム
『Alliance of Valiant Arms』
全兵科が使用できるサイドアームとして登場。
『Dead trigger2』
初期武器として登場。
『Operation Flashpoint: Cold War Crisis』
レジスタンス陣営で使用可能な拳銃として登場する。
『偽典・女神転生 東京黙示録』
初台シェルターのデビルバスター山瀬勇の初期装備。
『コール オブ デューティ ブラックオプス』
舞台設定は1960年代で本銃完成前だが、標準仕様とフルオート仕様が登場し、使用できる。
『タイムトラベラーズ』
Cz75をベースとしたBUL Cherokeeを糸山純子が使用。命中率と隠密性向上のため、ストックやサプレッサーなどをカスタムしている。
『ドールズフロントライン』
星5の戦術人形として登場。また、クローンモデルのノリンコのNZ75も星5の戦術人形として登場し、同じくクローンであるJSL・Spitfireも星4戦術人形として登場する。
『バイオハザード ガンサバイバー』
「ハンドガンB」として登場。速射性能に優れる。
『レインボーシックス シージ』
マシンピストルモデルが「C75 Auto」の名称で登場。高い連射サイクルを持つほか、サプレッサーを装着可能。

## 小説
『撃つ薔薇 AD2023涼子』
主人公の橡涼子（鮫島ケイ）が使用。
『ゴルゴタ』
作品序盤、コピー品の白頭山拳銃が北朝鮮工作員の装備として登場。陸自特殊作戦群の古馬二等陸尉を人質にする際に使用される。
『ゼロの迎撃』
ハン大佐がサプレッサーを装着した本銃を用いて警備員を射殺するほか、自決する際にも使用する。
『トレジャー・ハンター 八頭大』
シリーズの主人公、八頭大の愛銃。
『バトル・ロワイアル』
中川有香の支給武器。
『香港破壊作戦』
主人公、星島弘が使用。
『魔界行』
シリーズの主人公、バイオニックソルジャー南雲秋人が使用。